# Desmia cristinae
Desmia cristinae là một loài bướm đêm trong họ Crambidae.